# Świebodzice
Świebodzice (německy Freiburg in Schlesien) je město v jižním Polsku v Dolnoslezském vojvodství v okrese Svídnice. V roce 2023 zde žilo 21 942 obyvatel.

## Kostely a významné památky
- Kostel letniční církve – původně baptistická modlitebna postavená v druhé polovině 19. století[2]

## Partnerská města
- Hrušov, Slovensko
- Jilemnice, Česko (2001)
- Waldbröl , Německo (1996)